# Sy (Francia)
Sy è un comune francese di 51 abitanti situato nel dipartimento delle Ardenne, nella regione Grand Est.

## Società

### Evoluzione demografica
Abitanti censiti